# Gabriel Villaruz Reyes
Gabriel Villaruz Reyes (Sinh 1941) là một Giám mục người Philipines của Giáo hội Công giáo Rôma. Ông nguyên là Giám mục chính tòa Giáo phận Antipolo. Trước khi đến Antipolo, ông từng đảm đương các nhiệm vụ khác như Giám mục phụ tá Tổng giáo phận Manila và Giám mục chính tòa Giáo phận Kalibo.

## Tiểu sử
Giám mục Gabriel Villaruz Reyes sinh ngày 3 tháng 8 năm 1941 tại Kalibo, thuộc Philippines. Sau quá trình tu học dài hạn tại các cơ sở chủng viện theo quy định của Giáo luật, ngày 21 tháng 12 năm 1968, Phó tế Reyes, 27 tuổi, tiến đến việc được truyền chức linh mục. Tân linh mục là thành viên linh mục đoàn Tổng giáo phận Manila.
Sơn hơn 12 năm thực hiện các hoạt động mục vụ với tư cách là một linh mục, ngày 20 tháng 1 năm 1981, tin tức từ Tòa Thánh loan báo vệ việc tuyển chọn và bổ sung linh mục Gabriel Villaruz Reyes vào hàng ngũ các Giám mục, với vị trí cụ thể là Giám mục Phụ tá Tổng giáo phận Manila, với danh hiệu Giám mục hiệu tòa Selsea. Lễ tấn phong cho vị tân chức được cử hành sau đó vào ngày 3 tháng 4 cùng năm, với phần nghi thức chính yếu do 3 giáo sĩ cấp cao cử hành. Chủ phong cho vị tân chức là Tổng giám mục Bruno Torpigliani, Sứ thần Tòa Thánh tại Philipines. Hai vị khác với vai trò phụ phong gồm Tổng giám mục Antonio Floro Frondosa, Tổng giám mục chính tòa Tổng giáo phận Capiz và Giám mục Amado Paulino y Hernandez, Giám mục Phụ tá Tổng giáo phận Manila. Tân giám mục chọn cho mình châm ngôn:Ora et labora.
Chín năm tại Manila với tư cách là một Giám mục của Manila, ngày 21 tháng 11 năm 1982, Tòa Thánh ra thông báo chuyển Giám mục Reyes đến là Giám mục chính tòa Giáo phận Kalibo. Tân giám mục của Kalibo đến đây nhận chức vụ chính thức sau đó vào ngày 12 tháng 1 năm 1993.
Lại mười năm sau đó, Tòa Thánh một lần nữa công bố quyết định tái thuyên chuyển Giám mục Gabriel Villaruz Reyes, với quyết định lần này, ông sẽ đến làm Giám mục chính tòa Giáo phận Antipolo. Quyết định được cho phổ biến vào ngày 7 tháng 12 năm 2002. Giám mục Reyes đến nhận nhiệm vụ mới của mình vào ngày 29 tháng 3 năm 2003.
Sau 13 năm làm người lãnh đạo tinh thần của Giáo phận Antipolo, Tòa Thánh tuyên bố chấp thuận đơn xin về hưu của Giám mục Reyes theo quy định của Giáo luật về tuổi tác vào ngày 9 tháng 9 năm 2016.